# زیارت میرمقداد
زیارت میرمقداد، روستایی در دهستان چاه حسن بخش چاه حسن شهرستان جازموریان در استان کرمان ایران است.

## پیشینه
این روستا دارای قدمتی تاریخی همزمان با تمدن جیرفت بوده و به گفته کارشناسان میراث فرهنگی، قدمتش را می‌توان به قبل از تمدن هلیل رود هم تخمین زد.
از جمله آثار باستانی این روستا می‌توان به تپه باستانی، قبرستان و مقبره‌های صدر اسلام اشاره نمود.

## جمعیت
بر پایه سرشماری عمومی نفوس و مسکن در سال ۱۳۹۵، جمعیت این روستا برابر با ۱٬۱۸۰ نفر (۲۹۴ خانوار) بوده‌است.